# Mike Hagerty
Mike Hagerty, all'anagrafe Michael Gerard Hagerty, conosciuto anche come Michael G. Hagerty (Chicago, 10 maggio 1954 – Los Angeles, 29 aprile 2022), è stato un attore statunitense.

## Filmografia parziale

### Cinema
- Chi più spende... più guadagna! (Brewster's Millions), regia di Walter Hill (1985)
- Niente in comune (Nothing in Common), regia di Garry Marshall (1986)
- Overboard - Una coppia alla deriva (Overboard), regia di Garry Marshall (1987)
- Danko, regia di Walter Hill (1988)
- La giustizia di un uomo (One Good Cop), regia di Heywood Gould (1991)
- Detective coi tacchi a spillo (V.I. Warshawski), regia di Jeff Kanew (1991)
- Fusi di testa (Wayne's World), regia di Penelope Spheeris (1992)
- Mia moglie è una pazza assassina? (So I Married an Axe Murderer), regia di Thomas Schlamme (1993)
- Speed 2 - Senza limiti (Speed 2: Cruise Control), regia di Jan de Bont (1997)
- Austin Powers - La spia che ci provava (Austin Powers: The Spy Who Shagged Me), regia di Jay Roach (1999)
- L'Ispettore Gadget (Inspector Gadget), regia di David Kellogg (1999)
- Thin Ice - Tre uomini e una truffa (Thin Ice), regia di Jill Sprecher (2011)

### Televisione
- Cin cin (Cheers) – serie TV, episodio 4x24 (1986)
- Crime Story - serie TV, episodi 1x04-1x05 (1986)
- Sposati... con figli (Married... with Children) - serie TV, episodio 2x13 (1987)
- Casa Keaton (Family Ties) – serie TV, episodio 6x25 (1988)
- Murphy Brown – serie TV, episodio 1x21 (1989)
- Caro John (Dear John) - serie TV, episodio 2x20 (1990)
- Sydney - serie TV, episodio 1x03 (1990)
- Get a Life – serie TV, episodio 1x01 (1990)
- American Dreamer - serie TV, episodio 1x16 (1991)
- Un professore alle elementari (Drexell's Class) - serie TV, episodio 1x12 (1991)
- Blue Jeans (The Wonder Years) – serie TV, episodio 5x20 (1991)
- Star Trek: The Next Generation – serie TV, episodi 5x01-7x16 (1991, 1994)
- Civil Wars - serie TV, episodio 2x02 (1992)
- Martin - serie TV, episodi 1x05-1x15 (1992)
- The Building - serie TV, 5 episodi (1993)
- Seinfeld – serie TV, episodi 5x18-5x19 (1994)
- Friends – serie TV, 5 episodi (1995-2000)
- The Wayans Bros. - serie TV, episodio 1x13 (1995)
- The Drew Carey Show – serie TV, 23 episodi (1996)
- Sisters - serie TV, episodio 6x25 (1996)
- The Faculty - serie TV, episodio 1x11 (1996)
- Union Square - serie TV, episodio 1x10 (1997)
- Grace Under Fire - serie TV, episodio 5x07 (1997)
- Ally McBeal – serie TV, episodio 1x22 (1998)
- Arli$$ - serie TV, episodio 4x03 (1999)
- Curb Your Enthusiasm - serie TV, episodio 1x07 (2000)
- Angel - serie TV, episodio 2x13 (2001)
- Nikki - serie TV, 2 episodi (2001)
- E.R. - Medici in prima linea (ER) – serie TV, episodio 8x15 (2002)
- Una mamma quasi perfetta (Life with Bonnie) - serie TV, episodi 1x15-2x20 (2003, 2004)
- Deadwood – serie TV, episodio 1x01 (2004)
- Selvaggi (Complete Savages) - serie TV, episodio 1x10 (2004)
- American Dad! - serie animata, un episodio (2004)
- Desperate Housewives – serie TV, episodio 2x21 (2006)
- Lucky Louie - serie TV, 13 episodi (2006-2007)
- Boston Legal - serie TV, episodio 3x18 (2007)
- Entourage – serie TV, episodio 3x13 (2007)
- Ghost Whisperer - Presenze (Ghost Whisperer) - serie TV, episodio 2x22 (2007)
- CSI - Scena del crimine (CSI: Crime Scene Investigation) - serie TV, episodio 9x07 (2008)
- Detective Monk (Monk) - serie TV, episodio 7x11 (2009)
- Til Death - Per tutta la vita ('Til Death) - serie TV, episodio 4x35 (2010)
- Medium - serie TV, episodio 6x17 (2010)
- Buona fortuna Charlie (Good Luck Charlie) - serie TV, episodio 1x02 (2010)
- Glee - serie TV, episodio 2x09 (2010)
- Happy Endings - serie TV, episodio 1x10 (2011)
- A Christmas Wish, regia di Craig Clyde - film TV (2011)
- The Mindy Project - serie TV, episodio 1x06 (2012)
- Community - serie TV, episodio 4x06 (2013)
- Grey's Anatomy - serie TV, episodio 9x21 (2013)
- Mob City - serie TV, 5 episodi (2013)
- Hot Flash: The Chronicles of Lara Tate - Menopausal Superhero - serie TV, 2 episodi (2015, 2017)
- Shameless - serie TV, episodi 6x03-6x12 (2016)
- Chicago Party Aunt - serie TV, episodio 1x04 (2021)
- Somebody Somewhere - serie TV, 6 episodi (2022)

## Doppiatori italiani
Nelle versioni in italiano delle opere in cui ha recitato, Mike Hagerty è stato doppiato da:
- Claudio Fattoretto in Mia moglie è una pazza assassina?, Friends, CSI - Scena del crimine
- Gianni Bertoncin in Overboard - Una coppia alla deriva
- Carlo Baccarini in Danko
- Paolo Lombardi in La giustizia di un uomo
- Sandro Iovino in Star Trek: The Next Generation
- Enzo Avolio in Speed 2 - Senza limiti
- Wladimiro Grana in L'Ispettore Gadget
- Roberto Stocchi in Desperate Housewives
- Piero Tiberi in Ghost Whisperer - Presenze
- Luca Dal Fabbro in Boston Legal
- Dario De Grassi in Detective Monk
- Gianluca Machelli in Medium
- Roberto Fidecaro in A Christmas Wish
- Cesare Rasini in Community
- Eugenio Marinelli in Grey's Anatomy
- Fabrizio Dolce in The Goldbergs